# Girolamo Scutellari
Girolamo Scutellari (Ferrara, 23 febbraio 1821 – Ferrara, 13 marzo 1895) è stato un politico italiano e benefattore.
Girolamo Scutellari ricoprì svariate cariche in ambito sia comunale che provinciale tra le quali il ruolo di sovrintendente della Pinacoteca civica e socio della Deputazione ferrarese di storia patria oltre ad esserne corrispondente per le province della Romagna. Fu anche cultore d'arte (soprattutto ferrarese) e anch'esso pittore dilettante oltre che critico e recensore, divenendo anche il primo biografo dei pittori-copisti-restauratori dell'Ottocento ferrarese.

## Biografia

### Famiglia
Girolamo, chiamato familiarmente Momolo, nasce da Francesco (1780-1840) e Anna Aguiari (1788-1875) nel ramo ferrarese della famiglia Scutellari di Parma, trasferitasi nella città emiliana verso fine Cinquecento e che ebbe tra i suoi discendenti figure di spicco a livello politico, sociale ed ecclesiastico oltre ad essere imparentata con altre famiglie in vista della città, tra le quali Costabili, Boldrini, Massari, Gulinelli, Aventi.
Il ramo estense della famiglia Scutellari ha il titolo di nobile di Ferrara dal 1842 dal cavaliere Girolamo, benemerito della città e cameriere segreto di spada e cappa di Sua Santità.
Girolamo ebbe come prima moglie Zaira Gulinelli (1830-1857), morta prematuramente di tisi pochi mesi dopo il matrimonio, poi la contessa Anna Aventi (1836-1862) dalla quale ebbe tre figli. Si spense dopo una breve malattia il 13 marzo 1895, mantenendo attivi sino all'ultimo l'impegno nei molteplici incarichi ottenuti e l'amministrazione della sua azienda agricola a Ro ferrarese.

### Formazione
Dopo aver conseguito il baccellierato in Filosofia alla pontificia Università di Ferrara, si laureò poi, nella stessa, in Giurisprudenza l'8 luglio 1842 avendo come compagno di studi Aurelio Saffi e di cui si conserva ancora traccia della loro corrispondenza (lettera del 1841).
Dopo la laurea e sino a prima del matrimonio, viaggiò in numerose località sia italiane che estere. Il primo viaggio, documentato in un diario, risale al 1840 nel Granducato di Toscana; successivamente visitò Firenze assieme al pittore Gaetano Turchi, alcune città emiliano-romagnole e lombarde e il Regno delle due Sicilie (soggiornando a Napoli e Palermo). Particolarmente lungo fu il soggiorno a Roma tra il '44 e '45, dove visitò gli studi dei pittori Filippo Agricola e Massimo D'Azeglio.
Al 1847 risale il suo primo Grand Tour accompagnato da un servitore, durante il quale visitò numerose città europee (Parigi, Marsiglia, Tolone, Londra). Altre ne visitò nei viaggi successivi (tra cui Vienna, Praga, Budapest, Berlino, Dresda, Lipsia) che si conclusero nel 1855 a completamento di un ulteriore Grand Tour che ripeteva, in gran parte, quello precedente del '47.
Ricevette una raffinata educazione proseguendo per tutta la vita gli studi letterari, filosofici, storici e artistici grazie anche alla nutrita biblioteca di famiglia che lui stesso contribuì ad ampliare con classici della letteratura italiana, francese, spagnola ed inglese, con opere storiche e di contemporanei, una sezione relativa allo studio dell'arte classica, della scultura e della pittura e una sezione riguardante la storiografia locale oltre a possedere stampe ed incisioni di svariati artisti ampliando la già presente collezione paterna.

### Visione politico-religiosa
Il clima in cui crebbe risentiva ancora dei valori diffusi dalla Rivoluzione francese.
Durante l'occupazione austriaca di Ferrara nel 1847 si arruolò col grado di capitano nella Guardia Civica Ferrarese, ricevendo numerosi e delicati incarichi. Nel 1848, durante la prima guerra di indipendenza, pur non arruolandosi, partecipò all'accoglienza dei volontari in arrivo a Ferrara, ospitando alcuni ufficiali nella propria abitazione in diverse occasioni.
A tali eventi cittadini, partecipò anche la cugina Carolina (1825-1900), moglie di Antonio Boldrini, che si distinse per l'accoglienza dei volontari e successivamente degli esuli veneti. Agli inizi del pontificato di Pio IX, Girolamo, come molti altri coetanei, si affiancò alle idee legate al Neoguelfismo, mantenendo fede e coerenza sia all'impostazione cattolica della famiglia che agli ideali patriottici di indipendenza e unità nazionale.
Aderì dapprima alla Repubblica Romana nella quale fu incaricato sia come coadiutore per la votazione elettorale della Costituente che deputato per la compilazione dei ruoli per l'Assemblea; eletto poi da Carlo Mayr componente della Commissione per l'amministrazione dei luoghi pii (i cui beni erano stati confiscati dalla nuova Repubblica) passò, alla caduta del dominio pontificio, allo Stato liberale ed unitario per il quale svolse numerosi incarichi tra cui anche consigliere comunale sia di Ferrara (1846-1887) che di Copparo. 
Scutellari fu tra i ferraresi che si offrirono di pagare parte della sanzione di 206.000 scudi (pena il bombardamento ed il saccheggio della città) imposta dal generale austriaco Haynau a fronte dei disordini avvenuti tra il 18 ed il 19 febbraio 1849 che sfociarono nell'uccisione dello studente Giacomo Sani e di tre soldati della guarnigione austriaca. Non avendo raggiunto la quota entro il termine stabilito ed essendo intervenuto il vice console inglese di Ferrara William Macalister (1797-1880) a garanzia del pagamento da parte dei cittadini facoltosi, Scutellari ed altri si offrirono così di pagare quanto rimasto ma il generale volle comunque come garanzia sei ostaggi tra i benemeriti ferraresi. A seguito della conclusione della vicenda, fu tra i promotori per l'erezione di una lapide da murare sul fianco destro della Cattedrale, riportante i nomi dei benemeriti che si offrirono come ostaggio a fronte della richiesta di Haynau. Nel dicembre 1859 partecipò anche alla cosiddetta Proposta Garibaldi per l'acquisto di un milione di fucili.

## Ruoli ed incarichi
Oltre ad aver ricoperto la carica di presidente degli Orfanotrofi e Conservatori di Ferrara, fece parte di numerose Opere Pie, Congregazioni e Accademie. Grazie alle prime, gli furono conferiti ulteriori prestigiosi riconoscimenti pontifici tra i quali la nomina da parte di Pio IX a Cameriere segreto soprannumerario di spada e cappa nel dicembre 1857. Sin dal 1839 fu membro della Società del Casino (attualmente Circolo dell'Unione) dove presentò diversi israeliti, accompagnando il clima di fratellanza che nel frattempo aveva anche portato all'abbattimento delle porte del Ghetto. Dopo la parentesi della Repubblica Romana e restaurato il governo pontificio, Scutellari ed altri furono richiamati a ricoprire diversi ruoli istituzionali sia a livello comunale che provinciale. Personalmente, fu confermato Deputato segretario della Pinacoteca civica ferrarese. e Sovrintendente dal 1846, redigendone anche l'inventario dei quadri all'indomani del trasferimento da Palazzo Municipale a Palazzo dei Diamanti e intercedendo in più occasioni per non far disperdere opere d'arte che per svariati motivi venivano dislocate dalla collocazione originaria e commissionando ad artisti locali le copie delle opere trasferite in Pinacoteca.
Oltre agli incarichi di Sindaco del Monte di Pietà, Deputato del I Consorzio di Bonifica e membro della Commissione Sanitaria Comunale, assieme a Vincenzo Giustiniani e Carlo Fiaschi fece parte della commissione richiedente a dodici collezionisti di presentare una novantina di quadri, soprattutto di epoca rinascimentale, all'importante esposizione d'arte antica allestita nel 1892 a Palazzo dei Diamanti, in occasione del quinto centenario dell'università ferrarese.
Fu promotore e fondatore, con altre personalità ed artisti, della Società Benvenuto Tisi da Garofalo (1868) dove operò per quasi un trentennio promuovendo svariate esposizioni collettive, periodicamente Presidente delle Scuole di Belle Arti dell'Ateneo, tramite la quale segnalò le opere che necessitavano di interventi di restauro, e membro delle Commissioni dei Pubblici Lavori e di Ornato.
Nel 1869 Scutellari, in qualità di deputato della Commissione Municipale di Belle Arti, fece un'appassionata perorazione riguardo la sistemazione delle Scuole di Belle Arti presenti nell'Ateneo estense, chiedendo a Comune e Provincia di sostenere la Scuola di Anatomia con la minima somma di 40 £ mensili. Qualche anno dopo, il 6 gennaio 1876, tenne nell’Aula Magna del Civico Ateneo un altro discorso riguardo la premiazione degli alunni più meritevoli dell’anno scolastico 1874-75, in totale 70 tra cui i giovani Giuseppe Mentessi e Gaetano Previati, poi trasferiti rispettivamente alla Regia Accademia di Parma e all'Accademia di Firenze mentre tra gli insegnanti figuravano Giovanni Pagliarini e il maestro di Filippo de Pisis,Girolamo Domenichini.

## Artista e collezionista
Oltre all'attività di poeta dilettante, nella quale pubblicò sonetti inediti del poeta ferrarese Antonio Tibaldeo, reperiti in un manoscritto conservato nell'Ateneo cittadino e dedicandone l'edizione alla cugina Carolina per il matrimonio con Antonio Boldrini, Girolamo fu anche un raffinato pittore, disegnatore e copista. Dapprima sotto la guida del padre, anch'esso fine pittore, e successivamente sotto Gaetano Domenichini, iniziò sin da piccolo a ricopiare opere famose dapprima con disegni e poi ad olio, attingendo alla Scuola ferrarese del Quattrocento e del Cinquecento.
Fu amico, e per alcuni di esso protettore, di svariati artisti ferraresi tra cui Antonio Boldini, Gaetano e Girolamo Domenichini, Giovanni Pagliarini, Alessandro Mantovani, Giuseppe Chittò-Barucchi, Guido Slataper, Gaetano Turchi, Angelo Conti, Previati e Mentessi oltre ad intrattenere fini culturali coi responsabili bibliotecari della Civica Pinacoteca, Giuseppe Antonelli e Luigi Napoleone Cittadella.
La rivalutazione del suo esercizio artistico risale all'epoca risorgimentale nell'ambito dell'«attività di una folta schiera di pittori-copisti-restauratori, nell’opera dei quali si fa labile la distinzione fra creazione originale, rifacimento in stile e falso». Vennero evidenziati i rapporti col collezionismo sia pubblico che privato, con la ricerca documentaria e la riscoperta critica della scuola pittorica ferrarese della quale furono protagonisti, fra gli altri, Giuseppe Saroli, Gregorio Boari, Antonio Boldini, Gaetano Domenichini e lo stesso Girolamo, che divenne poi il primo biografo dei concittadini artisti ottocenteschi.
Vendette opere a diversi esponenti cittadini e non, tra cui Enea Vendeghini per la sua quadreria composta di opere gotico rinascimentali di piccola dimensione e di grande pregio artistico intermediando anche in acquisti di altra natura per altre persone oltre ad effettuare scambi con altri collezionisti.

## Opere

### Pittoriche
- Circoncisione, 1842
- Orazione di Cristo nell’orto, Ferrara, Duomo, sacrestia[31]
- Natività, Museo virtuale del Garofalo.

### Letterarie
- Elenco dei quadri ed altri oggetti esistenti nella Pinacoteca Comunale di Ferrara, 1846.[32]
- Discorso artistico intorno a Benvenuto Tisi da Garofalo, Ferrara, Domenico Taddei e figli, 1872.[33]
- Sulla sistemazione delle scuole di belle arti nell'ateneo di Ferrara, Ferrara, Tip. Bresciani, 1869.
- La Cella dei Conti Gulinelli nel Cimitero Comunale di Ferrara, Ferrara, Tip. Bresciani, 1870.[34]
- Sulle gestioni 1860 e 1861 degli asili d'infanzia di Ferrara, Ferrara, Bresciani, 1862.[35]

Redasse anche diversi articoli nelle pubblicazioni di Atti della Deputazione Provinciale ferrarese di Storia Patria, tra cui:
- Cenni biografici intorno ai pittori, scultori, ed architetti ferraresi dal 1750 ai giorni nostri (1892) per far seguito alle Vite del Baruffaldi, in Atti della ferrarese Deputazione di storia patria, vol. 5, Ferrara, 1893,  pp. 24-60.

### Approfondimenti
Sulla collezione di famiglia:
- Francesco Scutellari, I volti dell’Ariosto (PDF), in Ferrariæ Decus Studi - Ricerche, vol. 32, Ferrara, Ferrariæ Decus, settembre 2017, ISBN 9-788898-997817.

Sull'attività culturale artistica:
- A. Gentili, C. Baracchi, O. Ceccon, E. Peron, M. Gardi, A.Gentili, C. Baracchi, O. Ceccon, E. Peron, M. Gardi, Neo-estense. Pittura e Restauro a Ferrara nel XIX secolo, a cura di Lucio Scardino, Antonio P. Torresi, Ferrara, Liberty house, 1995,  pp. 131-134.
- Ranieri Varese, Il contributo della Deputazione ferrarese agli studi di storia dell’arte: la cultura artistica locale, in Atti e Memorie della Deputazione provinciale ferrarese di storia patria, vol. IV, s. IV, Ferrara, 1986,  pp. 55-57.

### Ricerche accademiche
- Olivia Righetti, Girolamo Scutellari: pittore dilettante e cultore delle arti nella Ferrara ottocentesca, tesi di laurea, a. a. 1996/97, Facoltà di Lettere e Filosofia, corso di laurea in Conservazione dei Beni Culturali, Università degli Studi di Udine.